# Albert Henneberg
Carl Albert Theodor Henneberg, född 27 mars 1901 i  Stockholm, död 14 april 1991 i Stockholm, var en svensk tonsättare, musikarrangör och dirigent.
Henneberg föddes i Stockholm som son till dirigenten Richard Henneberg och Tyra, född Gyllenskepp, men växte upp i Malmö. Han visade tidigt anlag för komposition. Tryckning av flera tidiga verk ombesörjdes av fadern. 1920 sökte Albert Henneberg till Musikkonservatoriet i Stockholm, och studerade sedan vidare i Wien och Paris.
Henneberg började arbeta på Stim 1931, och kom där i kontakt med Kurt Atterberg, som uppmuntrade honom att uppsöka Fritz Tutenberg i Tyskland för ett samarbete. Då Henneberg var av tysk börd och Tutenberg var intresserad av nordisk musik och opera, påbörjades ett fruktbart samarbete. Läget underlättades av att nationalsocialisterna aktivt arbetade med ett nordisk musikperspektiv utifrån en antisemitisk grundsyn.
Två operor sattes upp i Chemnitz, där Tutenberg verkade som teaterchef och regissör: Inka och Det jäser i Småland.  Pressen i Tyskland var positiv, men enligt Henneberg själv gillade dock inte makthavarna operornas bristande ariska handling eller att makthavare i verken kunde bli avsatta, vilket skulle förklara att operorna inte fick vidare spridning i Tyskland. Detta har dock aldrig kunnat bekräftas. Det var under dessa år som arbetet på Die glückhafte Stadt lades ner.
De två operorna uppförda i Tyskland blev inte föremål för svenskt intresse förrän på 1950-talet, då de spelades konsertant i starkt förkortat skick. Hennebergs stil kännetecknas av briljant orkestrering, enkel och tydlig melodiföring och oväntade, ej djärva, harmoniska förlopp. Musikens enkelhet kan ibland tangera mellankrigstidens populärmusik, vilket dock inte säger något om kvaliteten. Kritik riktades mot tonsättarens tendens att använda samma sina operor igenom, vilket gjorde stilen likartad.
Henneberg har komponerat flera operor, symfonier, orkesterverk, konserter, körverk och kammarverk. Han var aktiv i Stim från 1931 till 1954, då han på grund av dålig syn förtidspensionerade sig från musiklivet och komponerandet. 
I övrigt har det varit tyst kring Henneberg. Inga verk har blivit föremål för sceniskt intresse i Sverige, trots den tidens påstötningar från bland annat Atterberg. Även intresset för Hennebergs övriga verk har varit ringa; fjärde symfonin och pianokonserten har inte kunnat hålla sig kvar i repertoaren.
Idag spelas Hennebergs verk så gott som aldrig.

## Verk i urval
Operor:
- Himlastenen op 22 (1932) 2 akter. text: Frans H L Ahlström
- Inka op 29 (1935-1937) text: Fritz Tutenberg
- Det jäser i Småland op 30 (1937-1938) text: Fritz Tutenberg
- Die glückhafte Stadt op 31 (1940-1941) text: Fritz Tutenberg
- Bolla och Badin op 32 (1942) text: Ella Byström-Baeckström
- I madonnans skugga op 40 (1945) text: Ella Byström-Baeckström efter Oscar Levertin

### Symfonier
- Symfoni nr 1 op 5  På ledungsfärd (1924-1925)
- Symfoni nr 2 C-dur op 10, med baryton-solo i sista satsen (1927) text: Harald Johnsson
- Symfoni nr 3 op 16  Vårvindar (1928)
- Symfoni nr 4 op 19  Pathetique (1930) uruppförd av Vaclav Talich
- Symfoni nr 5 op 26  (1934)
- Symfoni nr 6 op 44  Vinterskärgård (1952-1953)

### Kammarmusik
- Serenata, ett litet stycke för cello eller viola och piano (orkester) (1943)